# Гвінет Джоунс
Гвінет Джоунз (англ. Gwyneth Jones, 14 лютого 1952, Манчестер) — британська письменниця, авторка науково-фантастичних та фентезійних романів, редакторка, літературний критик, феміністка.

## Життєпис
Народилася в Манчестері, Англія. Спочатку навчалася в монастирській школі. Ступінь бакалавра з європейської історії ідей здобула в Університеті Сассекса. Писала для дітей та підлітків, починаючи з 1980 року, під псевдонімом Енн Галам, опублікувала під цим ім'ям більше двадцяти романів. Під власним ім'ям у 1984 році опублікувала науково-фантастичний роман для дорослих «Divine Endurance». Продовжує писати, використовуючи псевдонім для дитячої аудиторії та власне ім'я для дорослих.
Джоунс працює в основному у жанрі наукової фантастики, а останнім часом високої фентезі із залученням ґендерних і феміністичних тем. Вона двічі отримала Всесвітню премію фентезі, нагороду Британської асоціації наукової фантастики у номінаціях «Краще оповідання» і «Краща збірка», нагороду «Діти ночі» від Товариства Дракули, нагороду Артура Кларка, премію Філіпа К. Діка є спів-переможницею премії Джеймса Тіптрі-молодшого. Джоунс не лише письменниця-фантастка феміністичного спрямування, але і критик-фантастикознавиця. Джоунс часто порівнюють з Урсулою К. Ле Гуїн, хоча роботи авторок значно відрізняються як за змістом, так і стилем.
Живе з чоловіком і сином в Брайтоні, Англія.

### Збірки фантастики
- Identifying the Object. Austin, TX: Swan Press, 1993 (paper). No ISBN
- Seven Tales and a Fable. Cambridge, MA: Edgewood Press, 1995 (paper). ISBN 0-9629066-5-4
- Grazing the Long Acre. Hornsea: PS Publishing, 2009. ISBN 978-1-906301-56-9
- The Buonarotti Quartet. Seattle, WA: Aqueduct Press, 2009 (paper).
- The Universe of Things. Seattle, WA: Aqueduct Press, 2011 (trade paper). ISBN 978-1-933500-44-7

### Оповідання
- "Saving Tiamaat" (2007) in The New Space Opera (anthology)
- "The Ki-anna" (2010) in Engineering Infinity (anthology)[6][7][8]
- "A Planet Called Desire" (2015) in Old Venus (anthology)[9]

### Критичні та наукові роботи
- Deconstructing the Starships: Science and Reality. Liverpool: Liverpool University Press, 1999. ISBN 0-85323-783-2
- Imagination / Space. Seattle, WA: Aqueduct Press, 2009 (paper).

### Під псевдонімом Енн Галам
- Ally, Ally, Aster. London: Allen & Unwin, 1981. ISBN 0-04-823192-4
- The Alder Tree. London: Allen & Unwin, 1981. ISBN 0-04-823205-X
- King Death's Garden. London: Orchard Books, 1986. ISBN 1-85213-003-2
- The Inland trilogy
  - The Daymaker. London: Orchard Books, 1987. ISBN 1-85213-019-9
  - Transformations. London: Orchard Books, 1988. ISBN 1-85213-119-5
  - The Skybreaker. London: Orchard Books, 1990. ISBN 1-85213-183-7
- Dinosaur Junction. London: Orchard Books, 1992. ISBN 1-85213-369-4
- The Haunting of Jessica Raven. London: Orion, 1994. ISBN 1-85881-050-7
- The Fear Man. London: Orion, 1995. ISBN 1-85881-158-9
- The Powerhouse. London: Orion, 1997. ISBN 1-85881-405-7
- Crying in the Dark. London: Dolphin, 1998 (paper). ISBN 1-85881-394-8
- The N.I.M.R.O.D. Conspiracy. London: Dolphin, 1999 (paper). ISBN 1-85881-677-7
- Don't Open Your Eyes. London: Dolphin, 1999 (paper). ISBN 1-85881-791-9
- The Shadow on the Stairs. Edinburgh: Barrington Stoke, 2000 (paper). ISBN 1-902260-57-0
- Dr. Franklin's Island. London: Orion/Dolphin, 2001. ISBN 1-85881-396-4
- Taylor Five. London: Dolphin, 2002 (paper). ISBN 1-85881-792-7
- Finders Keepers. Edinburgh: Barrington Stoke, 2004 (paper). ISBN 1-84299-203-1
- Siberia. London: Orion, 2005. ISBN 1-84255-129-9 (shortlist, Booktrust Teenage Prize)
- Snakehead. London: Orion, 2007. ISBN 1-84255-526-X